# Spreepark
Le Spreepark était un parc d'attractions dans le nord du Plänterwald, lui-même situé dans le district de Berlin de Treptow-Köpenick, en Allemagne. Il est aussi connu sous son ancien nom, Kulturpark Plänterwald.

## Historique

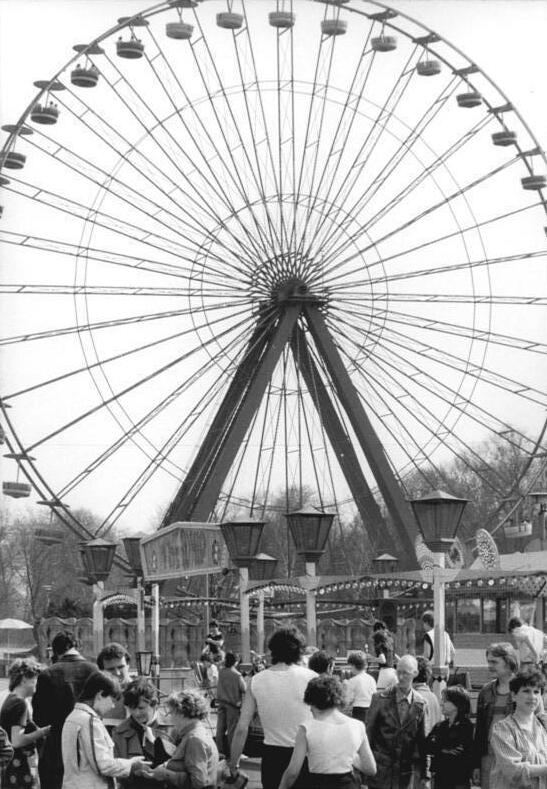
La grande roue en 1985

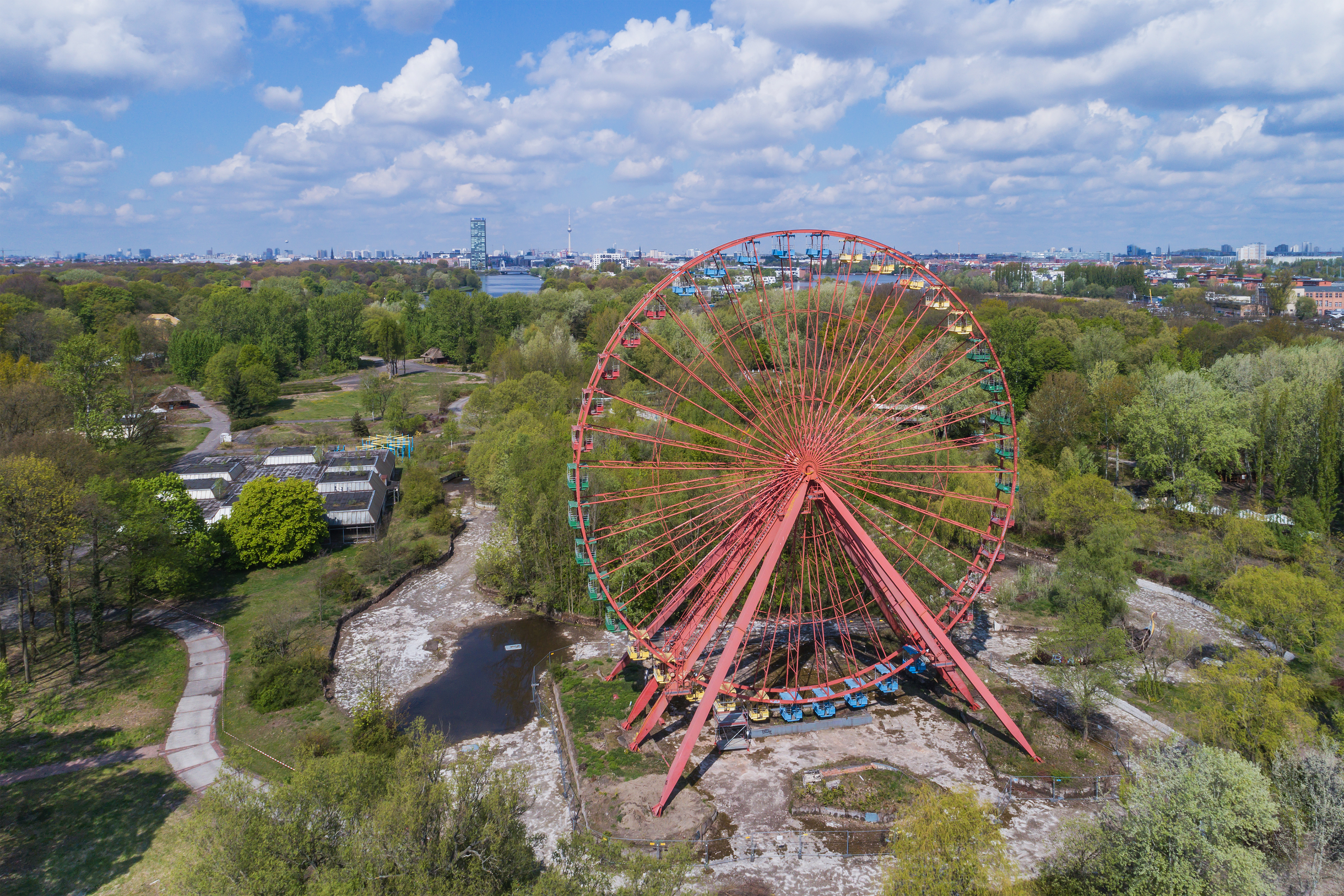
La grande roue en 2017

### 1969-1989 – Kulturpark Plänterwald
Le parc de loisirs ouvre en 1969 sous le nom de Kulturpark Plänterwald et couvre alors une superficie de 29,5 hectares. La zone est située dans le nord de la Plänterwald, à côté de la rivière Spree. Il est le seul parc de divertissement durable de l'histoire de la RDA et après la réunification des deux États allemands reste le seul de l'agglomération berlinoise. Au temps de la RDA, le parc a attiré jusqu'à 1,7 million de visiteurs par an.

### 1989-2001 – Spreepark Berlin
Le parc culturel VEB Berlin est réaménagé en 1991 par décision des autorités municipales de Berlin. Des sept candidats en lice pour son aménagement, c'est une société de type GmbH, associant le Spreepark et la ville de Berlin qui obtient le contrat. Toutefois, les références de son gérant, Norbert Witte, ne sont pas vraiment vérifiées.
Sous l'égide de la Spreepark GmbH, quelques nouvelles animations sont ajoutées et le nombre de visiteurs atteint 1,5 million par an. Plus tard le concept change et le parc se transforme progressivement en parc de loisirs sur un modèle plus occidental. Dès lors, un forfait valable pour toutes les attractions est fixé (adultes : 29 DM, enfants : 27 DM) pour l'admission à l'ensemble des attractions, au lieu d'un tarif individuel pour chaque manège.
La surface asphaltée autour de la grande roue est transformée en plan d'eau. Des montagnes russes, deux cours d'eau de jeu, un stade, un « village Western » et un « village anglais » sont ensuite ajoutés au parc. Les montagnes russes modèles Double Loop Corkscrew se trouvaient de 1988 à 1991 sous le nom de Miralooping dans le parc français Mirapolis et ensuite, furent exploitées sous le nom de Mega Looping Bahn à Spreepark jusqu'en 2001. Il existe trois autres modèles au monde Double Loop Corkscrew. Ceux-ci sont Magic Mountain à Gardaland (Italie) et Montaña Rusa à Diverland (Venezuela) qui fonctionnent avec des trains Arrow. Le tout premier modèle Double Loop Corkscrew se situe à Efteling (Pays-Bas) et fut à l'époque les plus grandes montagnes russes sur le continent européen. Le parc berlinois acquiert treize attractions de Mirapolis après la fermeture de celui-ci. Il les ouvrira sur la décennie 90, pendant la première moitié principalement. Le système de transport de Gargantua du parc français est acheté dans le but de créer un train fantôme Geisterschloß. Ce système de transport est monté en 1993. À la suite de problèmes de budget, le projet d'y construire le bâtiment et les décors est stoppé. Nécessitant une somme de dix millions de deutschemarks, l'ouverture de l'attraction était prévue pour 1997.
Depuis 1999, Spreepark fait face à des dettes importantes. L'augmentation du prix de l'entrée à 30 DM par personne et un manque d'espace de stationnement contribuent à une baisse du nombre de visiteurs jusqu'à atteindre, en 2001, seulement 400 000.
En 2001, la Spreepark GmbH annonce qu'elle est insolvable.

### Après 2002
Le 18 janvier 2002, Norbert Witte déménage à Lima, au Pérou, avec sa famille et ses proches collaborateurs. Ils y expédient six attractions (Fliegender Teppich, Butterfly, Spider, Baby-Flug, Wild River et Jet Star) dans 20 conteneurs. Pensant que ce transfert est destiné aux réparations et à l'entretien du matériel, les autorités délivrent une autorisation.
En août 2002, le parc est déclaré en faillite, laissant une dette de 11 millions d'euros. L'abandon de la zone est autorisé, des visites guidées sont toutefois organisées au milieu des vestiges pour le prix de 15 €, soit l'équivalent du prix d'entrée du parc avant sa fermeture. Depuis 2004, les montagnes russes renommées Euroloop se trouvent à Europark.
De son côté, Norbert Witte échoue dans sa tentative de créer un Lunapark à Lima. Le 19 mai 2004, il est condamné à sept ans de prison pour tentative de contrebande : on retrouve 180 kg de cocaïne, pour une valeur de 14 millions d'euros, expédiés du Pérou à destination de l'Allemagne dans les mâts du Fliegender Teppich, attraction de type tapis volant modèle 1001 Nacht du constructeur Weber,,. En octobre 2006, un tribunal péruvien condamne le fils de Norbert, Marcel Witte, à 20 ans de prison pour trafic de drogue.
Deux statues d'animaux préhistoriques — un mammouth et un stégosaure — deviennent des œuvres d'art grâce à l'artiste Hans Schabus (en) qui les expose à la sixième Biennale d'art contemporain de Berlin, dans l'hôtel d'Angoulême Lamoignon de Paris lors de la Nuit blanche 2010 et à l'Institut d'art contemporain de Villeurbanne en 2011,,,.
Le 11 août 2014, après un incendie (probablement criminel selon la police), une très grande partie des bâtiments du parc est rendue à l'état de ruine. Le système de transport du train fantôme non réalisé, ses rails et ses gondoles restent en l'état. Certains éléments le composant sont volés. La structure est démontée au milieu des années 2010,,.
La GmbH Grün Berlin reprend Spreepark le 1er janvier 2016 pour le transformer en site alliant art, culture et nature pour 2026,. Hormis la grande roue emblématique du lieu, le cinéma et le circuit ferroviaire sont inclus dans ce projet. Les statues de dinosaures y seraient présentes et les anciennes montagnes russes Spreeblitz ont pour but de devenir un chemin praticable,.

## La grande roue
L'attraction principale du Spreepark était sa grande roue, remplacée en 1989 par une nouvelle version, plus grande, comportant 36 nacelles pour une hauteur de 45 mètres. Elle constitue toujours un point de repère dans la région environnante.

## Spreepark dans la fiction
Le parc abandonné sert de décor à bon nombre de scènes de films, de séries télévisées et de clips vidéos :
- La série télévisuelle pour enfant de la DFF en 1979 Spuk unterm Riesenrad avait la grande roue du Spreepark comme décor.
- Le rappeur berlinois Sido y a tourné son clip Ein Teil von mir en 2006.
- La scène de mariage dans la telenovela Anna und die Liebe (épisode 249).
- Des scènes du film allemand Nous sommes la nuit en 2010.
- La scène de poursuite finale du film américain Hanna en 2011.
- L'épisode 4742 de la série allemande Au rythme de la vie (Gute Zeiten, schlechte Zeiten) en 2011.
- Le clip Run Dry du groupe Sizarr en 2013.
- Le clip 3.33%  du rappeur français Sopico en 2017.

## Galerie

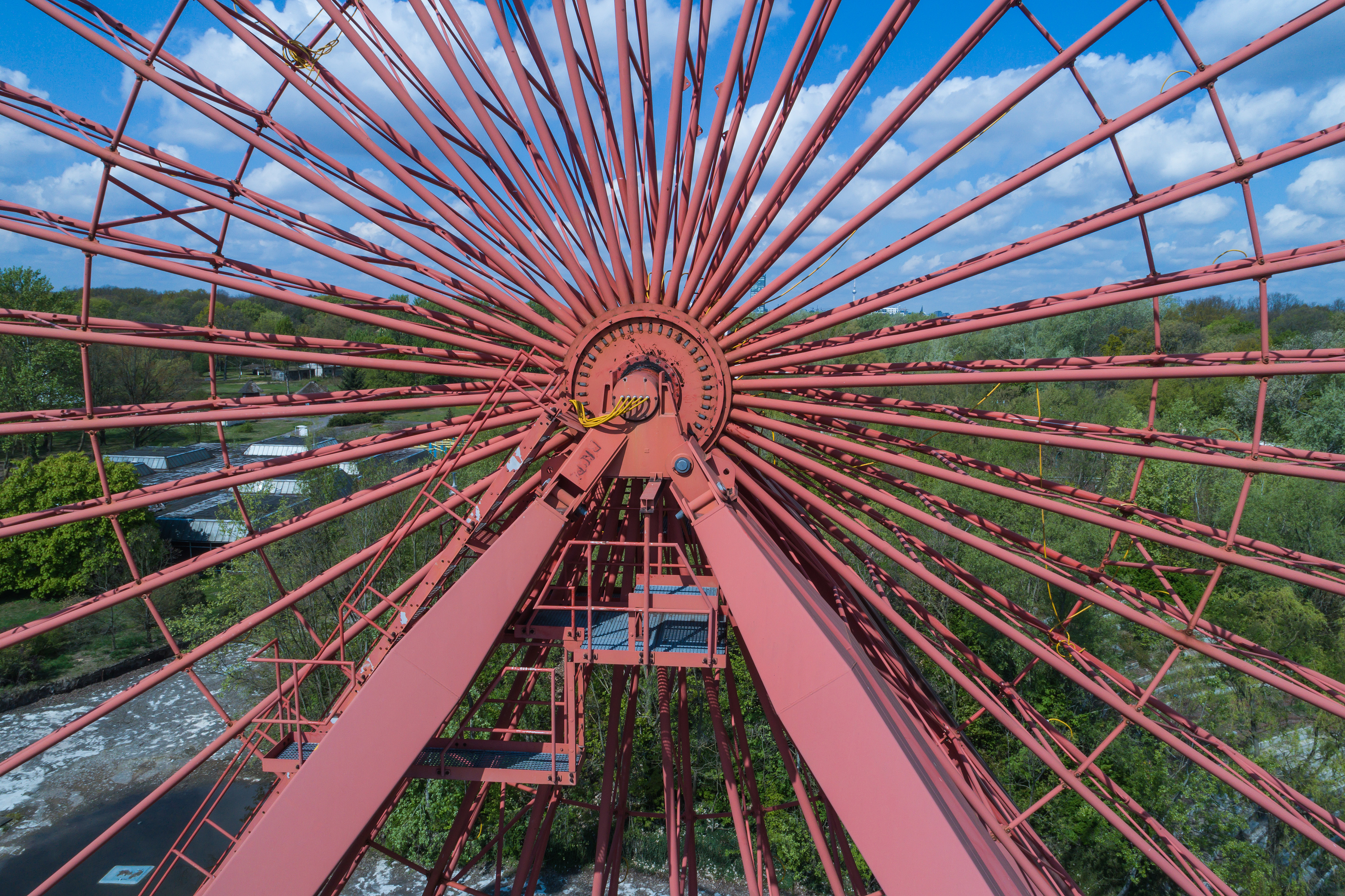
Grande Roue
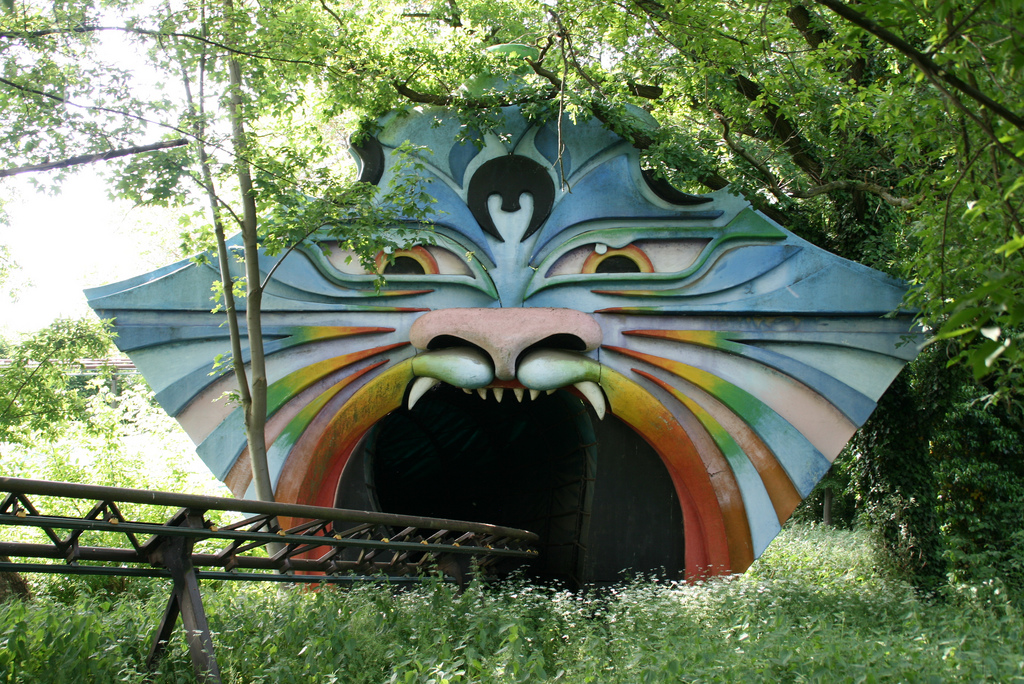
Montagnes Russes
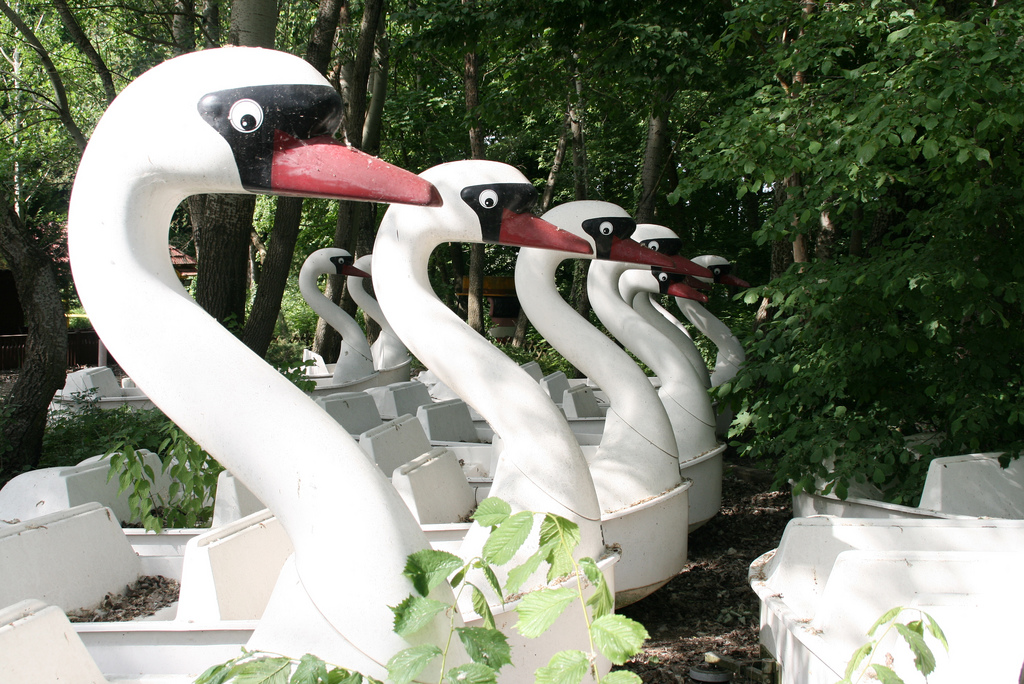
Promenade du Cygne
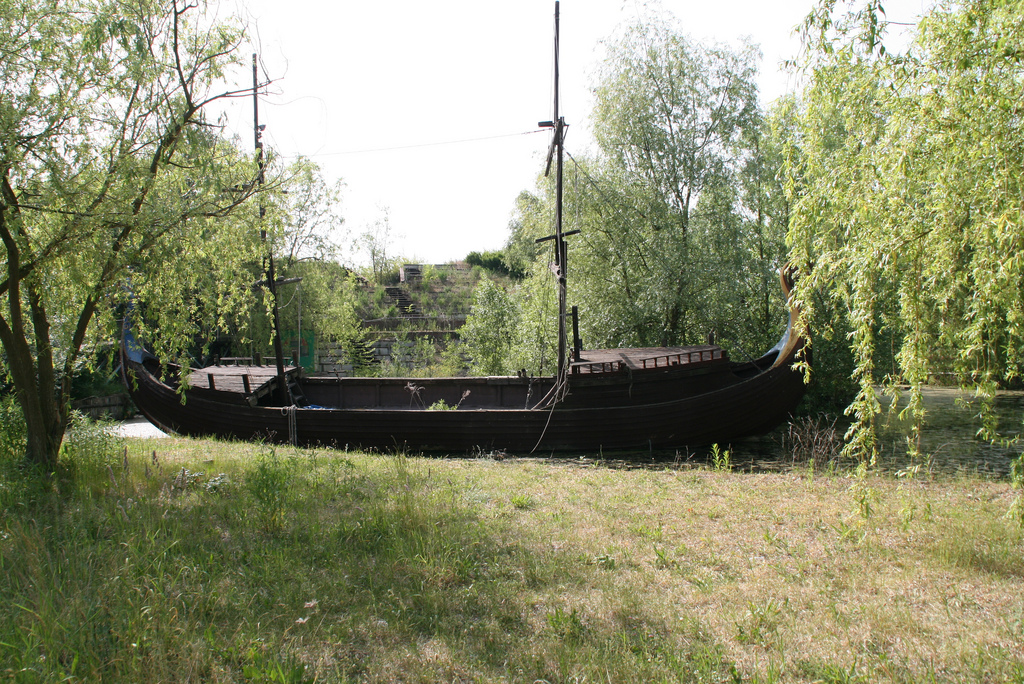
Bateau Pirate
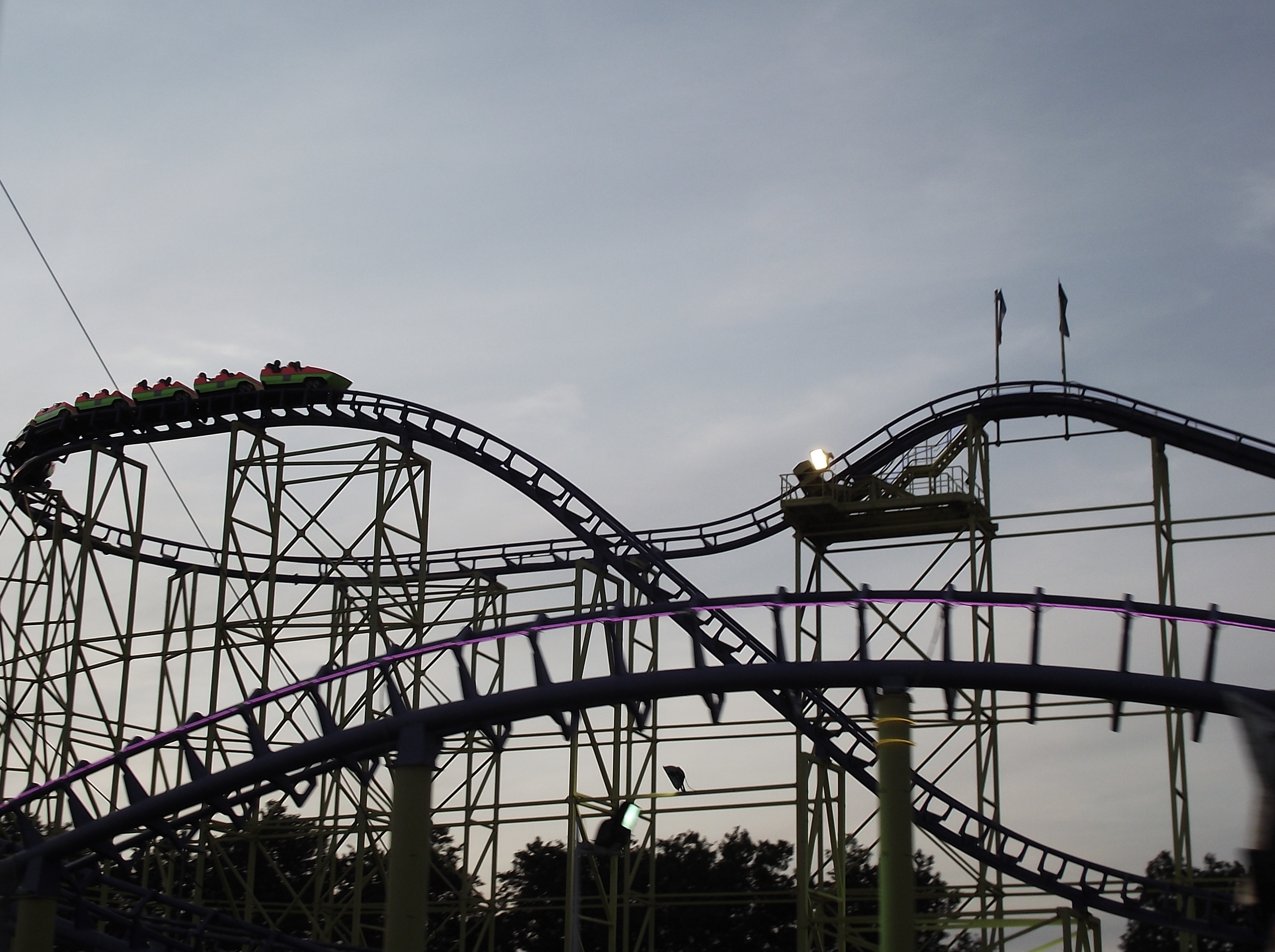
Mega Looping Bahn, dorénavant à Europark